# Fuchsia microphylla
Fuchsia microphylla är en dunörtsväxtart. Fuchsia microphylla ingår i släktet fuchsior, och familjen dunörtsväxter.

## Underarter
Arten delas in i följande underarter:
- F. m. aprica
- F. m. chiapensis
- F. m. hemsleyana
- F. m. microphylla
- F. m. quercetorum

## Bildgalleri

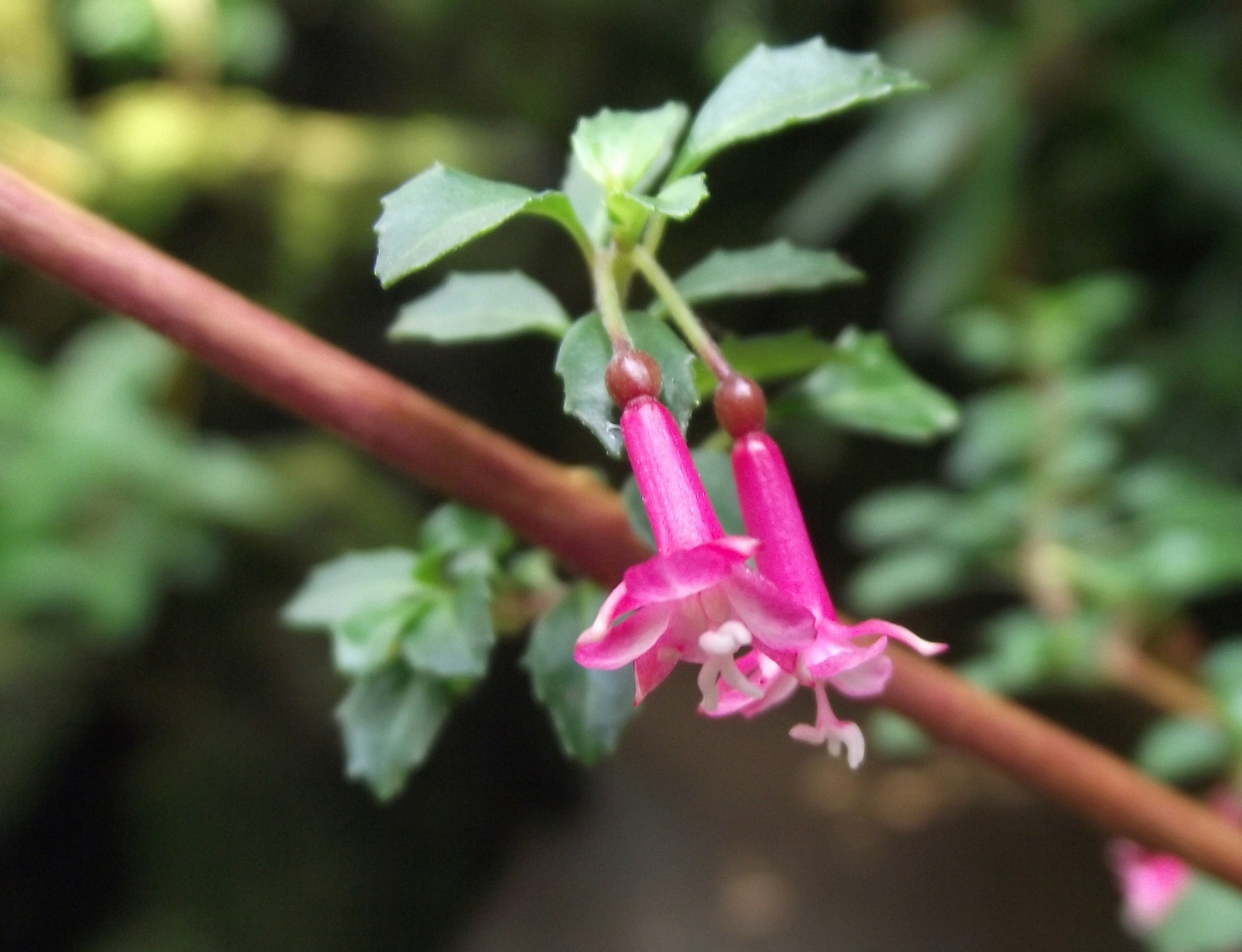
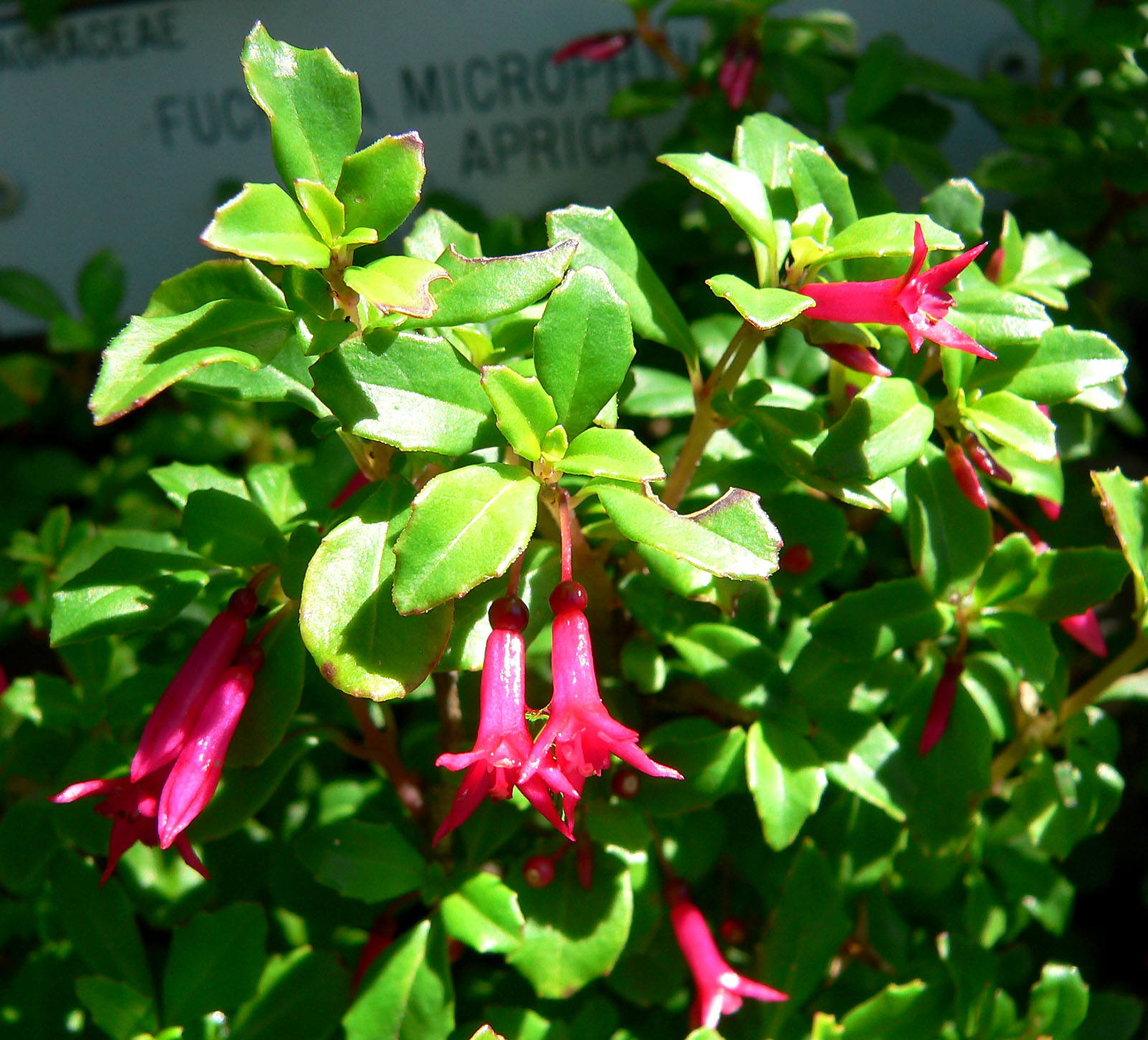
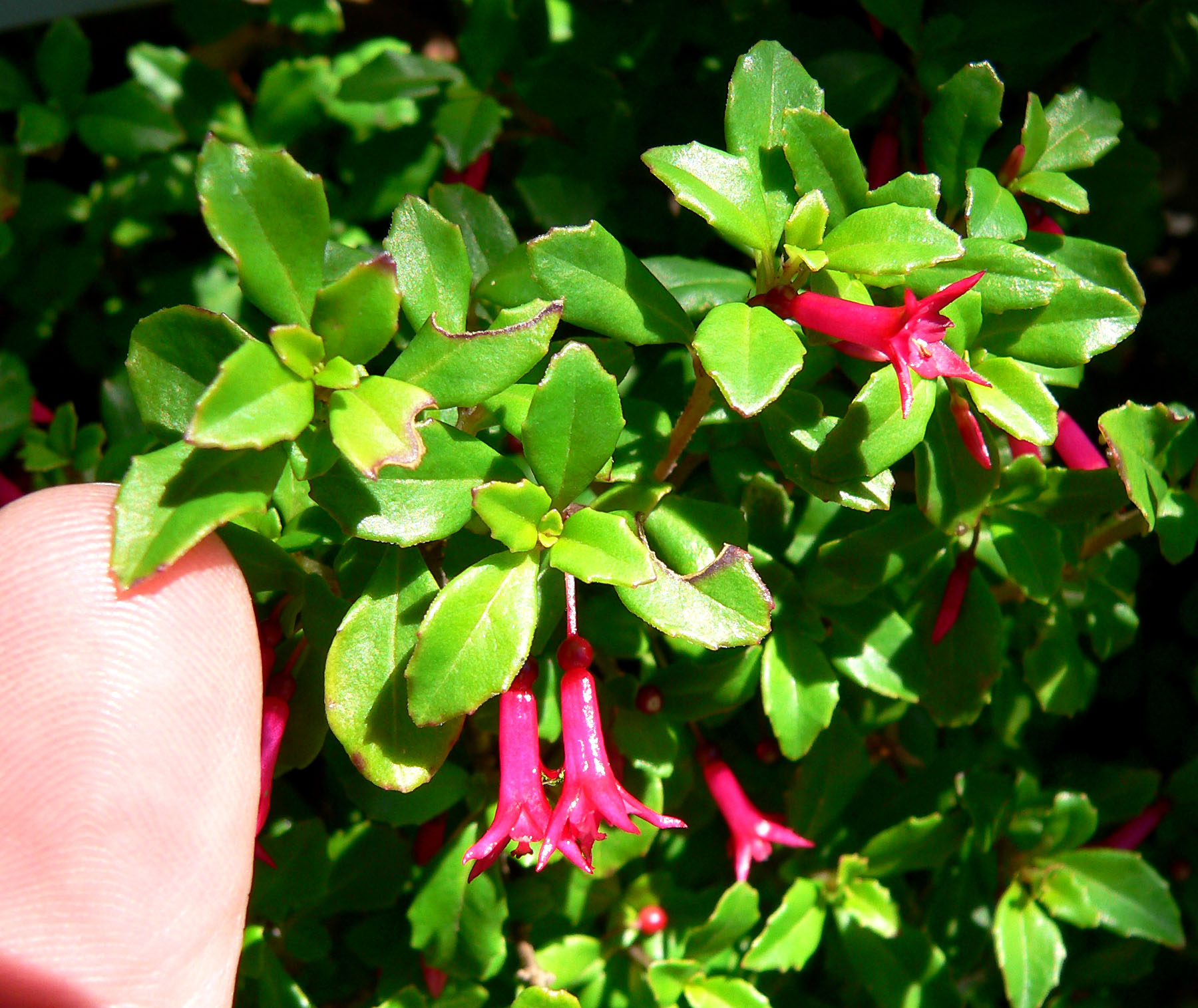
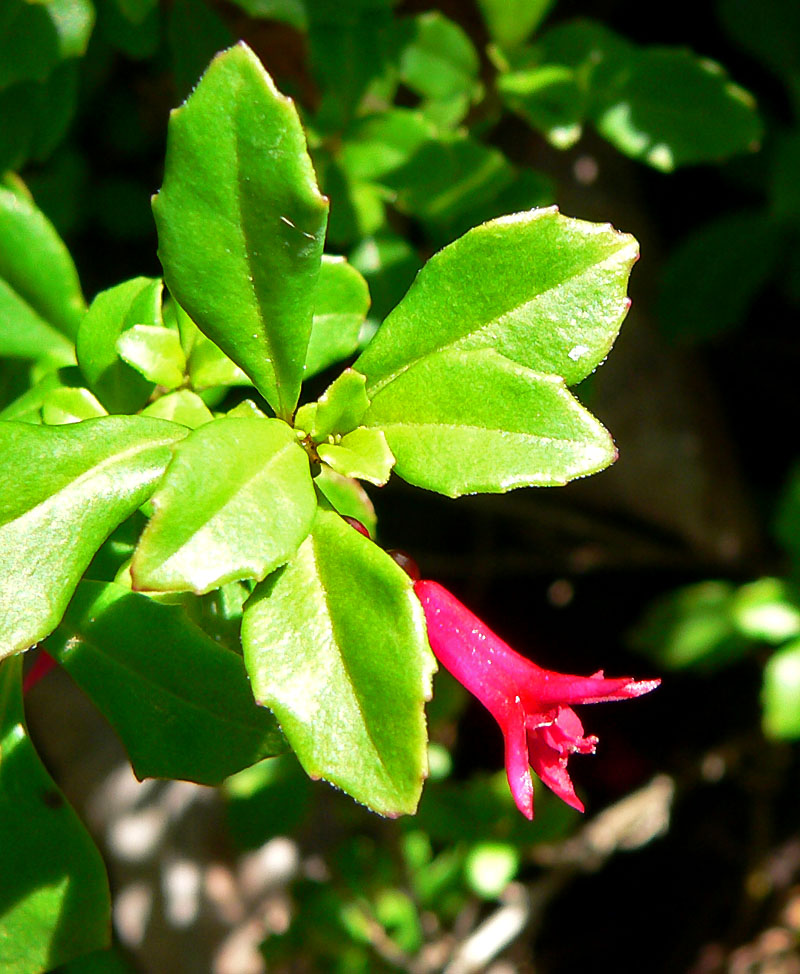